# John A. Key
John Alexander Key, född 30 december 1871 i Marion i Ohio, död 4 mars 1954 i Marion i Ohio, var en amerikansk politiker (demokrat). Han var ledamot av USA:s representanthus 1913–1919.
Key är begravd på Marion Cemetery i Marion i Ohio.